# Nekovina
| ▉ ▉ ▉ ▉ ▉ ▉ ▉ ▉ ▉ ▉ ▉ ▉ ▉ ▉ ▉ ▉ ▉ ▉ ▉ ▉ ▉ ▉ ▉ ▉ ▉ ▉ ▉ ▉ ▉ ▉ ▉ ▉ ▉ ▉ ▉ ▉ ▉ ▉ ▉ ▉ ▉ ▉ ▉ ▉ ▉ ▉ ▉ ▉ ▉ ▉ ▉ ▉ ▉ ▉ ▉ ▉ ▉ ▉ ▉ ▉ ▉ ▉ ▉ ▉ ▉ ▉ ▉ ▉ ▉ ▉ ▉ ▉ ▉ ▉ ▉ ▉ ▉ ▉ ▉ ▉ ▉ ▉ ▉ ▉ ▉ ▉ ▉ ▉ ▉ ▉ ▉ ▉ ▉ ▉ ▉ ▉ ▉ ▉ ▉ ▉ ▉ ▉ ▉ ▉ ▉ ▉ ▉ ▉ ▉ ▉ ▉ ▉ ▉ ▉ ▉ ▉ ▉ ▉ ▉ ▉ ▉ |
| ▉ ▉ ▉ ▉ ▉ ▉ ▉ ▉ ▉ ▉ ▉ ▉ ▉ ▉ ▉ ▉ ▉ ▉ ▉ ▉ ▉ ▉ ▉ ▉ ▉ ▉ ▉ ▉ ▉ ▉ ▉ ▉ |

Nekovina je kemijski element, ki nima značilnega kovinskega sijaja, slabo prevaja električni tok in toploto. Večina jih je pri normalnih pogojih v plinastem agregatnem stanju. Nekovine v trdnem agregatnem stanju so krhke, ali pa so zelo trdne (diamant). 
Nekatere nekovine so v elementarnem stanju dvoatomne molekule in ne le iz enega atoma, kar je značilno za kovine.
V periodnem sistemu loči nekovine od kovin diagonalna črta od bora (B) do polonija (Po). Elementi na tej črti so polkovine; elementi spodaj levo so kovine; elementi zgoraj desno pa so nekovine.

## Kategorije
- večatomne nekovine
- dvoatomne nekovine
- žlahtni plini
- elementarni plini